# Московский мост (Чебоксары)
Московский мост (чув. Мускав кӗперӗ) — мост в Чебоксарах, проходящий через Чебоксарский залив. Соединяет Московский проспект и улицу композиторов Воробьёвых.

## История

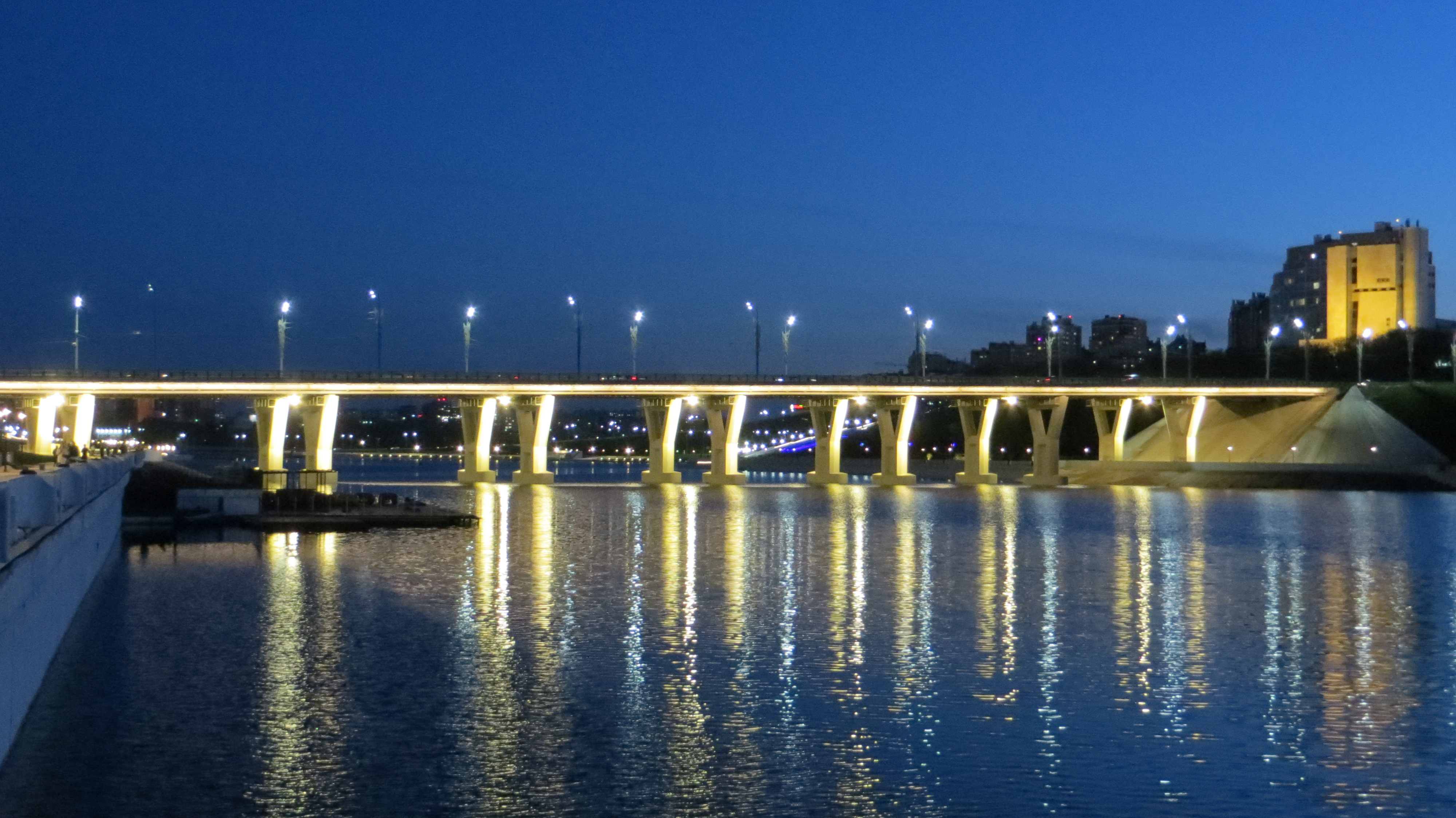
Подсветка моста в сумерках

Московский мост сдан в эксплуатацию в 1966 году организацией «Мостострой-441», став вторым железобетонным мостом города (после Калининского). Торжественное открытие состоялось 6 ноября 1966 года с участием государственных деятелей Советского Союза и Чувашской АССР. Первоначальное название — мост через Чебоксарку (переименование в «Московский мост» произошло в сентябре 1968 года).
Реконструкция началась в 2016 году и завершена в 2018 году. До реконструкции мост был 4-полосный, а после стал 6-полосный (по 3 полосы движения в каждую сторону шириной 3,5 м, тротуары шириной 2,5 м).